# Horisme brooksi
Horisme brooksi là một loài bướm đêm trong họ Geometridae.